# Aquamarine (песня)
«Aquamarine» — песня американской певицы Эддисон Рэй, выпущенная 25 октября 2024 года на лейбле Columbia Records в качестве второго сингла дебютного студийного альбома Addison. Как и её предшественница («Diet Pepsi»), песня получила широкое признание критиков и широкой аудитории. Тексты этой песни в стиле дип-хаус и дэнс-поп с сильным влиянием евродэнса рассказывают о самопознании. Авторами песни являются Эддисон Рэй, Эльвира Андерфьярд и Лука Клозер.

## Предыстория
Рэй поделилась первыми намёками на новую музыку в июне 2024 года через свои социальные сети. Во время своего выступления в качестве гостя на концерте Charli XCX в рамках тура Brat Live (2024) в Лос-Анджелесе она опубликовала видео, на котором она в бикини и на шпильках ходит под водой в бассейне, а в фоне звучит отрывок из песни «Aquamarine», которое быстро набрало популярность в Интернете и было также показано в интро к её музыкальному клипу «Diet Pepsi». Рэй сказала: «„Diet Pepsi“ всегда была первой песней, которую я собиралась выпустить, и эта песня казалась мне подходящим продолжением… Я думаю, что она очень отличается, но в то же время находится в том же мире. И я думаю, что это было действительно важно — чтобы он был очень целостным и мог существовать в том же мире». Песня о самопознании, и Рэй говорит: "Это слово такое красивое, а цвет такой великолепный, что я подумала: «Как я могу создать песню, которая бы отражала это чувство?».

## Отзывы
Песня получила высокую оценку как критиков, так и слушателей, которые хвалили её, называя «её самым смелым релизом на сегодняшний день». Grazia описала песню как «закрепившую её место» в качестве музыкальной силы, с которой нужно считаться и которую нужно воспринимать всерьёз. Песню также сравнивали с творчеством Мадонны, Кайли Миноуг и Бритни Спирс. Бриттани Спанос из Rolling Stone заявила, что Рэй «находится на пике популярности в поп-музыке» с выходом сингла, назвав её «мечтательной» и «завораживающей», в то время как Джейсон Липшуц из Billboard написал, что «поп-эстетика Рэй становится все более заметной», описав её как «отвлечение от дыхательных флиртов из предыдущего сингла „Diet Pepsi“ и применение их к гладкому, футуристическому блеску танцевального поп-музыки». Габриэль Саулог из Billboard Philippines написал, что песня воплощает и вдыхает новую жизнь в «влияние евроданса 90-х годов — с мерцающими синтезаторными элементами, устойчивыми клубными ритмами и мягким, но мечтательным вокалом Рэй, который вызывает чувственную (если не провокационную) природу», отметив, что она напоминает «Ray of Light» (1998) Мадонны и «по праву» укрепляет « её статус восходящей звезды в современном поп-мире». Майкл Кирни из Earmilk похвалил «освежающий и смелый» звук Рэй, написав, что «Aquamarine» — это «искрящийся танцевальный трек, в котором чувственные водные мотивы сочетаются с мощным ритмом», сравнив его «ностальгические синтезаторы в стиле 90-х» с песней Мадонны «Nothing Really Matters» (1999) и «Breathe on Me» (2003) Бритни Спирс.
Спанос описал «Aquamarine» как «ослепительный и гипнотический», комментируя перерождение Рэй как артистки: «Она объединилась с самыми любимыми авангардистами мира музыки и моды — Charli, Аркой, Розалией, Петрой Коллинз, Мелом Оттенбергом из журнала Interview и Дарой Аллен — которые помогли воплотить её видение в жизнь во всем, от музыкальных клипов до ремиксов и неожиданных выступлений в Мэдисон-сквер-гарден». Английская певица и автор песен Charli XCX похвалила песню в Интернете, назвав Рэй «музыкальным гением». Песня заняла 132-е место в рейтинге Triple J Hottest 100, 2024.
| Публикация      | Список                    | Ранг | Ссылка |
| --------------- | ------------------------- | ---- | ------ |
| The Independent | The 20 best songs of 2024 | 16   | [ 14 ] |
| Slant           | The 50 Best Songs Of 2024 | 50   | [ 15 ] |

## Музыкальное видео
23 октября 2024 года Рэй опубликовала тизер клипа в своих социальных сетях. В ролике Рэй курит несколько сигарет, а затем встаёт и идёт по слабо освещённой улице Парижа, Франция. Официальный клип был выпущен 25 октября. Шон Прайс Уильямс вернулся в качестве режиссёра, а Мел Оттенберг — в качестве креативного директора после их предыдущей работы с Рэй над клипом «Diet Pepsi». Хореографию клипа разработала Даниэль Поланко, а стилистом выступила модель и стилист Дара Аллен. Аллен объяснила: «Мне кажется, что главное было создать язык для персонажа Аква, который был бы связан со свободой в таком пространстве. Это как будто ты не боишься вызывать у других дискомфорт, потому что тебе так комфортно в том, что ты делаешь… ты снимаешь маску и становишься свободным». Стилистика также была вдохновлена «легендами моды» 60-х и 70-х годов, такими как Джейн Биркин и Брижит Бардо.

## Ремикс Арки
Идея сотрудничества с венесуэльской певицей и продюсером Arca возникла после интервью Рэй для Vogue в 2023 году, в котором она заявила, что очень хотела бы поработать с Arca и является большой поклонницей ее музыки. Позже, в начале ноября 2024 года, Arca представила ремикс под названием «Arcamarine» во время живого выступления. Ремикс, «замедленная песня с элементами реггетона», был официально выпущен 15 ноября 2024 года.
Рэй также поделилась сопровождающим трек видео, снятым в тропической обстановке и режиссированным ее подругой Лекси Смит. Она заявила: «Еще раз спасибо, Arca, за то, что ты стала неотъемлемой частью этого особенного момента. [...] Я чувствую себя сексуальной и свободной, когда слушаю эту песню. Ты творишь волшебство», — продолжила она. «Эта песня/видео очень особенные для меня во многих отношениях. Есть что-то глубоко трогательное и душевное в том, чтобы увидеть себя через объектив своего лучшего друга».

## Живые выступления
Во время выступления Arca на фестивале Коачелла 2025 14 апреля Рей появилась в качестве гостя и исполнила песню «Arcamarine», а также намекнула на дату выхода своего дебютного студийного альбома, который на тот момент еще не имел названия.
Рей впервые исполнила песню на родственных площадках The Box в Нью-Йорке и Лондоне во время специальных живых выступлений, посвященных выпуску ее дебютного альбома 5 и 10 июня 2025 года соответственно.

## Чарты
| Чарт (2024)                             | Высшая позиция |
| --------------------------------------- | -------------- |
| Греция (IFPI)                           | 70             |
| Ирландия (IRMA)                         | 47             |
| Новая Зеландия (RMNZ)                   | 8              |
| Великобритания (OCC UK Singles)         | 45             |
| США (Bubbling Under Hot 100, Billboard) | 10             |